# Larisa Moskalenko
Larisa Moskalenko, född den 3 januari 1963, är en sovjetisk seglare.
Hon tog OS-brons i 470 i samband med de olympiska seglingstävlingarna 1988 i Seoul.